# Георгакис, Христос
Хри́стос Георга́кис (греч. Χρήστος Γεωργάκης, англ. Christos Georgakis) — греко-американский учёный-химик и инженер, профессор департамента химической технологии и биоинженерии Инженерной школы Университета Тафтса (Tufts), директор Научно-исследовательского института системных исследований химических и биологических процессов (SRI) при Tufts. Вице-президент (2000—2001) и президент (2002—2003) Американского совета по автоматическому управлению. Соучредитель и президент Группы греческих учёных Бостона (2014—н. в.). Ассоциированный член Фонда исследований и технологий Греции (1995), член Нью-Йоркской академии наук, Американского химического общества, Американского института инженеров-химиков (1998), Американской ассоциации содействия развитию науки (2004) и Международной федерации по автоматическому управлению (2007).
h-индекс = 35, процитирован > 5 670 раз.

## Биография

### Образование
Афинский национальный технический университет (бакалавр химической технологии, 1970), Иллинойсский университет в Урбане-Шампейне (магистр химической технологии, 1972), Миннесотский университет (доктор философии в области химической технологии, 1975).

### Карьера
1975—1983: ассистент-профессор (1975—1979) и ассоциированный профессор (1979—1983) Массачусетского технологического института.
1980—1983: профессор Университета имени Аристотеля в Салониках.
1983—2001: ассоциированный профессор (1983—1987) и профессор (1987—2001) Лихайского университета (Lehigh). В этот период — основатель и директор (1985—2001) Центра исследований и моделирования химических процессов при Lehigh.
1991 (январь-июнь): приглашённый профессор фармацевтической компании Rhône-Poulenc (Лион, Франция).
1993—1996: приглашённый профессор Делфтского технического университета (Нидерланды).
2002—2004: профессор Политехнического института Нью-Йоркского университета.
2014—н. в.: профессор Университета Тафтса, директор НИИ системных исследований химических и биологических процессов.
Автор многочсиленных научных статей. Имеет патенты.

## Научная деятельность
Сфера научных интересов: моделирование, управление с прогнозирующими моделями, моделирование данных, статистическое управление процессами, прикладная математика.

## Награды и премии
- 1965 — Second Prize (Греческое математическое общество[англ.])
- 1979 — Teacher-Scholar Award (Фонд Дрейфусов)
- 1998 — O. Hugo Schuck Best Paper Award (Американский совет по автоматическому управлению)
- 2001 — Computing in Chemical Engineering Award (Американский институт инженеров-химиков)[15]
- 2008 — Best Professor (департамент химической технологии и биоинженерии Университета Тафтса)[2][16]

## Избранные публикации
- «Design of Dynamic Experiments: A Data-Driven Methodology for the Optimization of Time-Varying Processes» Ind. Eng. Chem. Res., Articles ASAP (As Soon As Publishable) Publication Date (Web): May 3, 2013 (Article), DOI: 10.1021/ie3035114
- «Process systems engineering tools in the pharmaceutical industry» Computers & Chemical Engineering 51, (SI) pp. 157–171 (with G. M. Troup)
- «How To NOT Make the Extended Kalman Filter Fail» Industrial & Engineering Chemistry Research 52 (9) pp. 3354–3362 (with R. Schneider)
- «Data-driven, using design of dynamic experiments, versus model-driven optimization of batch crystallization processes» J. of Process Control 23 (2) pp. 179–188 (with A. Fiordalis)
- «Similarities and Differences between the Concepts of Operability and Flexibility» AICHE J. 56 (3) pp. 702–716 (2010) (with Lima, F., Z. Jia, and M. Ierapetritou)
- «Model Predictive Control and Dynamic Operability Studies in a Stirred Tank: Rapid Temperature Cycling for Crystallization» Chem. Engng. Comm. 197 (5) pp. 733–752 (2010), (with G.A. Buni, F.V. Lima, and C. Hunt)
- «Input-Output Operability of Control Systems; The Steady-State Case» J. of Process Control 20 (6) pp. 769–776 (2010) (with F. Lima)
- «Dynamic operability for the calculation of transient output constraints for non-square linear model predictive controllers» Proceedings of the 7th IFAC Symposium on Advanced Control of Chemical Processes (ADCHEM) Koç University Campus, , Istanbul, Turkey, July 12-15, 2009 (with F. Lima)
- «A Model-Free Methodology for the Optimization of Batch Processes: Design of Dynamic Experiments» Proceedings of the 7th IFAC Symposium on Advanced Control of Chemical Processes (ADCHEM) Koç University Campus, Istanbul, Turkey, July 12-15, 2009
- «Operability-Based Feasible Control Constraints for Several High-Dimensional Non-Square Industrial Processes», AICHE J. 56 (5) pp. 1249–1261 (with F. Lima, J. F. Smith, P. D. Schnelle, and D. R. Vinson)[2]